# Seven de Escocia
El Seven de Escocia fue un torneo masculino de selecciones de rugby 7 que se realizó en ese país desde el año 2007 hasta el 2015.
Hasta el año 2011 se celebró en el Estadio Murrayfield de Edimburgo, y desde 2012 en el Scotstoun Stadium de Glasgow.

## Palmarés
| Año            | Campeón       | Marcador final | Subcampeón    |
| -------------- | ------------- | -------------- | ------------- |
| Edimburgo 2007 | Nueva Zelanda | 34-5           | Samoa         |
| Edimburgo 2008 | Nueva Zelanda | 24-14          | Inglaterra    |
| Edimburgo 2009 | Fiyi          | 20-19          | Sudáfrica     |
| Edimburgo 2010 | Samoa         | 41-14          | Australia     |
| Edimburgo 2011 | Sudáfrica     | 36-35          | Australia     |
| Glasgow 2012   | Nueva Zelanda | 29-14          | Inglaterra    |
| Glasgow 2013   | Sudáfrica     | 28-21          | Nueva Zelanda |
| Glasgow 2014   | Nueva Zelanda | 54-7           | Canadá        |
| Glasgow 2015   | Fiyi          | 24-17          | Nueva Zelanda |

## Posiciones
Número de veces que las selecciones ocuparon cada posición en todas las ediciones.
| Equipo        | Campeón | 2º puesto |
| ------------- | ------- | --------- |
| Nueva Zelanda | 4       | 2         |
| Sudáfrica     | 2       | 1         |
| Fiyi          | 2       |           |
| Samoa         | 1       | 1         |
| Inglaterra    |         | 2         |
| Australia     |         | 2         |
| Canadá        |         | 1         |